# آنخل ویسیوسو
آنخل ویسیوسو (اسپانیایی: Ángel Vicioso‎؛ زادهٔ ۱۳ آوریل ۱۹۷۷) دوچرخه‌سوار اهل اسپانیا است.
از باشگاه‌هایی که در آن رکاب زده‌است می‌توان به تیم کاتیوشا–آلپتسین، تیم دوچرخه‌سواری کلمه، تیم اونسه، تیم دوچرخه‌سواری اندلسیا، و اندرونی جوکاتولی–سیدرمک اشاره کرد.